# Tatung (bedrijf)

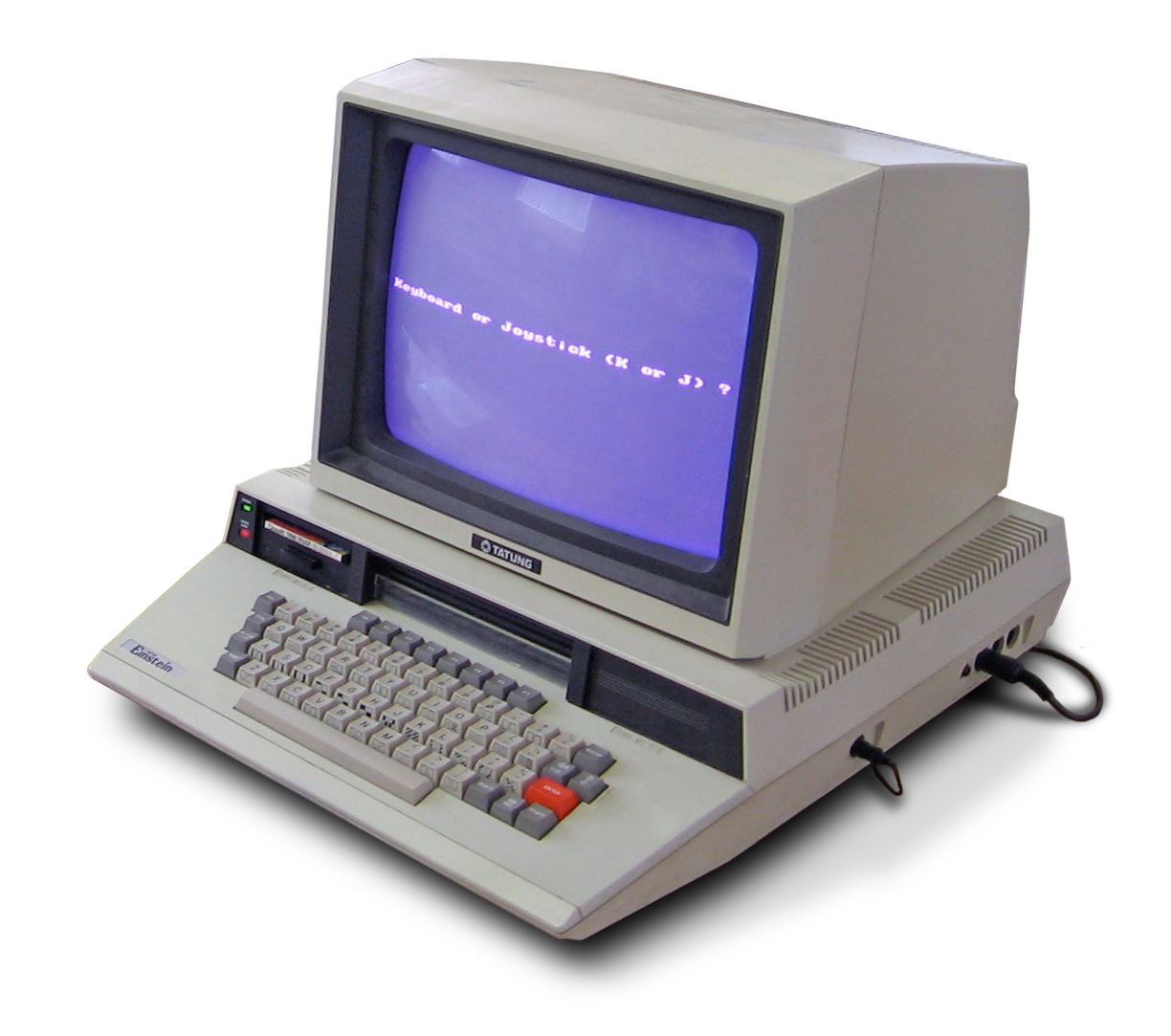
Tatung "Einstein" computer (1984)

Tatung (大同公司, Dàtóng gōngsī) is een Taiwanese hardwarefabrikant opgericht in 1918, gevestigd in Taipei. Tatung is van oorsprong een familiebedrijf. Het bezit regionale (hoofd)kantoren en tevens fabrieken. Het betreft onder meer Long Beach in Californië (VS), voorheen Wijchen in Nederland, Tsjechië, Mexico en Thailand. De multinationale onderneming produceert en ontwerpt producten voor velerlei elektronische apparaten.

## Bedrijfsactiviteiten Nederland
Als onderdeel van Tatung LTD ontwerpt en produceert het bedrijf een groot aantal digitale consumentenproducten, zoals personal computers, lcd-schermen, plasmaschermen, multimediaopslagspelers, smartphones en videotelefoons, settopboxen, pda's, routeplanners en huishoudelijke apparatuur. Tatung verzorgt ook geavanceerde en specialistische apparaten voor de zakelijke markt, zoals tablet-pc's en draadloze netwerken. Daarnaast produceert Tatung wereldwijd toepassingen voor onder meer de energiemarkt. Het bedrijf produceert tevens hardware voor onder andere Hewlett-Packard, Compaq, Dell, JVC, Philips en Panasonic.
De activiteiten van Tatung in Nederland zijn gestaakt.